# Беккер, Василий Васильевич
Василий Васильевич Беккер (нем. Wilhelm Gustav Becker; 23 ноября 1812 — 29 марта 1874) — профессор медицины в киевском университете Св. Владимира (1843—1859); «начальник медчасти» Царства Польского (1867—1870).

## Биография
Родился в Ревеле — сын саксонского подданного Фридриха Вильгельма Беккера (1775—1847), учителя гимназии в Ревеле, затем переехавшего в Киев, где и умер 21 октября 1847 года. В семье был ещё старший сын, Павел (1808—1882) и младший Фридрих-Вольдемар-Адам (1825—1848)
По окончании курса в Ревельской гимназии, поступил в 1830 году на медицинский факультет Дерптского университета. В 1833 году окончил университет и получил степень лекаря; в 1836 году защитил докторскую диссертацию «De iritidis diagnosi recte constituenda» (Дерпт, 1836. — 52 с.). С 4 февраля 1837 году служил врачом при Алатырской удельной конторе. Состоя в этой должности, он был отмечен: в 1840 году — золотыми часами, а в 1842 году — бриллиантовым перстнем.
С 1843 года В. В. Беккер — экстраординарный профессор Киевского университета по кафедре общей терапии, врачебного веществословия и рецептуры, с 1845 года — ординарный профессор по фармакологии и общей терапии. Кроме этого, в 1844/45 академическом году он читал курс теоретической хирургии с офтальмиатрией. В 1852 году он был произведён в чин действительного статского советника.
В 1858 году Беккер был определён консультантом при больнице Киевского института благородных девиц и в том же году был командирован с учёной целью за границу. С 21 декабря 1859 года числился в отставке; жил в Дрездене. Затем вернулся в Россию и в 1867 году занял должность начальника медицинской части в Царстве Польском, после упразднения которой, в 1870 году был назначен медицинским инспектором гражданских больниц Варшавы.
Умер в Санкт-Петербурге в 1874 году. Похоронен на Волковском лютеранском кладбище.
За время службы В. В. Беккер был награждён: орденом Св. Анны 2-й ст. (1854) и орденом Св. Станислава 2-й ст. с императорской короной (1858).
Кроме докторской диссертации, после Беккера печатных трудов не осталось.
Жена Katharina von Strocka умерла в 25 лет в Киеве при родах 22 мая 1847 года.